# Connection (serie de televisión)
Connection (en hangul, 커넥션) es una serie de televisión surcoreana dirigida por Kim Moon-gyo y protagonizada por Ji Sung, Jeon Mi-do, Kwon Yul y Kim Kyung-nam. Se emitió por el canal SBS desde el 24 de mayo hasta el 13 de julio de 2024, los viernes y sábados a las 22:00 (hora local coreana). También está disponible en las plataformas Wavve y Coupang Play para Corea del Sur, así como Kocowa para América.

## Sinopsis
Se trata de la historia de un detective estrella del equipo de narcóticos que, después de ser adicto a las drogas a la fuerza por alguien, utiliza la muerte de su amigo como pista para descubrir la historia de su amistad alterada de 20 años y la conexión entre ellos.

## Reparto

### Principal
- Ji Sung como Jang Jae-kyung: un respetado inspector del equipo de narcóticos de la comisaría de Anhyeon, rango que alcanzó al acabar con la organización de narcotraficantes más grande de la provincia de Gyeonggi.[1][2]
  - Cho Han-gyeol como Jae-kyung de adolescente.[3]
- Jeon Mi-do como Oh Yun-jin, reportera de asuntos sociales del Anhyeon Economic Daily. Es una mujer asertiva y franca, el tipo de persona que no puede pasar por alto nada que no esté bien, por lo que fue despedida injustamente de su trabajo anterior.[4][5]
  - Kim Min-ju como Oh Yun-jin de adolescente.[6][7]
- Kwon Yul como Park Tae-jin, ahora fiscal de la oficina del distrito de Anhyeon; en la escuela era conocido como un niño prodigio con una mente brillante. Se ve envuelto en un caso que involucra a sus compañeros de secundaria Jae-kyung y Yun-jin.[8][9][10][11]
- Kim Kyung-nam como Won Jong-soo, un chaebol de segunda generación que tiene algún tipo de poder a través de una amistad que continúa desde sus días escolares. Es el sucesor del Grupo Geumhyeong y tiene una tensa confrontación con su compañero de secundaria Jae-kyung.[12]

### Secundario

#### Miembros de la banda de narcotraficantes
- Yoo Hee-je como Gong Jin-wook, una persona misteriosa relacionada con la adicción a las drogas de Jae-kyung.[13][14]
- Baek Ji-won como la CEO Yoon, involucrada desde tiempo atrás en el tráfico de drogas, aunque no le ha sido fácil hacerse hueco entre organizaciones más poderosas.[15]

#### Alumnos de la escuela secundaria Jeogang
- Jeong Soon-won como Heo Joo-song, director ejecutivo de Two Star Holdings, una compañía de seguros. Se mudó a Anhyeon New Town con su madre, que dirige un restaurante hamba, y se enamoró a primera vista de Oh Yun-jin. Es hablador y de corazón débil, pero se toma en serio los seguros.[16][17]
- Yoon Na-moo como Park Jun-seo, que fue presidente de clase. Aunque han pasado 20 años, la confianza de los amigos en Jun-seo sigue siendo fuerte.[18]
- Cha Yeop como Oh Chi-hyun, un luchador de la escuela secundaria de la ciudad de Anhyeon que valora la lealtad más que la vida. Es el secretario principal de Won Jong-soo.[19][20]
- Lee Kang-wook como Jeong Yun-ho, que fue mal estudiante en la escuela y además provenía de familia sin recursos. Se casó con Kang Si-jung, la jefa del departamento de embellecimiento de su clase, se convirtió en padre de dos hijos y ahora conduce un taxi.[19][21][22]
- Ryu Hye-rin como Kang Si-jung, ama de casa, esposa de Yun-ho y exalumna de la escuela secundaria.[18]
- Park Geun-rok como Jung Sang-ui, investigador de Geumhyeong Pharmaceutical. Era introvertido y callado en la escuela.Ahora tiende a seguir a Jong-soo y Jun-seo sin rechistar.[18]

#### Comisaría de policía de Anhyeon

##### Crímenes violentos
- Park Jung-pyo como Yoo Kyung-hwan, jefe del equipo de crímenes violentos en la comisaría de Anhyeon; tiene una relación antagónica con Yeon-joo.[23]
- Kim Min-sik como Park In-soo, inspector del equipo de crímenes violentos de la comisaría de Anhyeon.[18]
- Byun Hyo-joon como Min Jung-guk, sargento del equipo de crímenes violentos de la comisaría de Anhyeon.[18]

##### Narcóticos
- Yoon Sa-bong como Jung Yeon-joo, la jefa del equipo de narcóticos en la comisaría de Anhyeon, una veterana con treinta años en la policía, aunque a medida que se acerca la jubilación va perdiendo iniciativa y delegando decisiones en Jae-kyung.[18]
- Jung Jae-kwang como Kim Chang-soo, teniente del equipo de narcóticos de la comisaría de Anhyeon y mano derecha de Jae-kyung.[24]
- Seo Yi-ra como Oh Soo-hyun, sargento, la detective más joven del equipo de narcóticos en la comisaría de Anhyeon bajo la dirección de Jae-kyung.[25]

#### Anhyeon Economic Daily
- Lee Sang-jun como Kim Woo-sung, un reportero júnior del Anhyeon Economic Daily y amigo de Yun-jin.[26]
- Jang Hyuk-jin como Hwang Hong-seok, editor jefe del Anhyeon Economic Daily.

#### Otros
- Moon Sung-keun como Won Chang-ho, presidente del Grupo Geumhyeong y padre de Jong-soo.[19]
- Jung Yoo-min como Choi Ji-yeon, la esposa de Jun-seo: una persona misteriosa que no solo se encuentra sola debido a la muerte repentina de su familia, sino que también descubre que ella no es la beneficiaria de los cinco mil millones de wones del seguro.[19]
- Yoon Na-mu como Park Jun-seo, presidente de Pil O Real Estate.[18]
- Han Hyeon-jun como Min Hyun-woo, un estudiante de secundaria.[18]
- Lee Chang-hoon como el jefe del equipo de relaciones públicas corporativas que pretendía sobornar a Yoon Jin.
- Park Jin-woo como un profesor de la escuela secundaria Jeogang.
- Choi Young-woo como Jang Cheol-gu, líder de la secta Ogeomi.
- Kim Joong-ki como Joo In-sang, alcalde de la ciudad de Anhyeon.
- Do Geon-woo como Kang Min-ho, un narcotraficante.

## Producción y promoción
La serie es una coproducción de Studio S, Soul Pictures y Good Harvest. Está escrita por Lee Hyun, quien también firmó el guion de Diary of a Prosecutor (2019-20), y la dirige Kim Moon-kyu (El tranvía, 2022-23). En septiembre de 2023 algunos medios informaron que Ji Sung y Jeon Mi-do habían sido elegidos como protagonistas de la serie, y en diciembre del mismo año se confirmó su presencia.
Para el guionista Lee Hyun, que no quería que se viera como un drama sobre drogas, el mensaje central que transmite la serie es «la naturaleza multifacética y el valor de la amistad», una cualidad frágil y cambiante que es difícil de mantener pura. Por su parte, el director Kim Moon-kyu consideró muy improbable que se planteara una segunda temporada.
Para preparar su personaje de adicto a las drogas Ji Sung perdió quince kilos de peso en dos meses. El hecho mismo de que el protagonista estuviera involucrado en drogas causó preocupaciones en el equipo. Según declaró el director Kim Moon-gyo, «decidimos que en lugar de imitar y mostrar el placer momentáneo de las drogas, deberíamos mostrarlo de una manera que pudiera sentirse como una enfermedad y ser audaces al expresar esa enfermedad».
El 29 de diciembre de 2023 SBS emitió un avance especial de la serie de cuarenta segundos de duración. El 22 de abril el equipo de producción lanzó un cartel doble con los dos protagonistas Ji Sung y Jeon Mi-doo. El 20 de mayo publicó un cartel de grupo con dieciocho personajes.
La producción se presentó el 24 de mayo de 2024 en el edificio de SBS en Mok-dong, Yangcheon-gu, Seúl. Asistieron el director Kim Moon-kyo y los actores Ji-seong, Jeon Mi-do, Kwon Yul, Kim Kyung-nam, Jeong Soon-won, Jeong Yu-min, Cha Yeop y Lee Kang-wook.

## Audiencia
Tras la caída de audiencia que se produjo con la anterior serie de la franja horaria, The Escape of the Seven, con un promedio del 3 %, el canal esperaba que Connection sirviera para levantarla de nuevo. El primer episodio alcanzó un promedio del 6,1 % en el área metropolitana de Seúl, con un pico del 8 %, ocupando el primer lugar entre las series de ficción en la misma franja horaria. El resultado final fue muy positivo, con el último episodio que alcanzó el 14,2 % nacional y un promedio superior al 9 %. Para Kwon Yul, gran parte del mérito debe atribuirse al guion.
| Temporada | Temporada | Episodio número | Episodio número | Episodio número | Episodio número | Episodio número | Episodio número | Episodio número | Episodio número | Episodio número | Episodio número | Episodio número | Episodio número | Episodio número | Episodio número | Promedio |
| Temporada | Temporada | 1               | 2               | 3               | 4               | 5               | 6               | 7               | 8               | 9               | 10              | 11              | 12              | 13              | 14              | Promedio |
| --------- | --------- | --------------- | --------------- | --------------- | --------------- | --------------- | --------------- | --------------- | --------------- | --------------- | --------------- | --------------- | --------------- | --------------- | --------------- | -------- |
|           | 1         | 1.038           | 1.090           | 1.288           | 1.432           | 1.507           | 1.665           | 1.619           | 1.649           | 1.650           | 2.039           | 1.735           | 1.952           | 1.859           | 2.560           | 1.649    |

| Episodio | Fecha de emisión    | Índices de audiencia (Nielsen Korea) | Índices de audiencia (Nielsen Korea) |
| Episodio | Fecha de emisión    | Nacional                             | Seúl                                 |
| --- | ------------------- | ------------------------------------ | ------------------------------------ |
| 1 | 24 de mayo de 2024  | 5,7 % (7.ª)                          | 6,1 % (3.ª)                          |
| 2 | 25 de mayo de 2024  | 6,1 % (2.ª)                          | 7,0 % (2.ª)                          |
| 3 | 31 de mayo de 2024  | 7,0 % (4.ª)                          | 6,7 % (3.ª)                          |
| 4 | 1 de junio de 2024  | 7,9 % (2.ª)                          | 8,2 % (2.ª)                          |
| 5 | 7 de junio de 2024  | 8,5 % (2.ª)                          | 8,5 % (1.ª)                          |
| 6 | 8 de junio de 2024  | 9,4 % (2.ª)                          | 10,0 % (2.ª)                         |
| 7 | 14 de junio de 2024 | 9,4 % (2.ª)                          | 9,8 % (1.ª)                          |
| 8 | 15 de junio de 2024 | 9,1 % (2.ª)                          | 9,5 % (2.ª)                          |
| 9 | 21 de junio de 2024 | 9,1 % (2.ª)                          | 8,9 % (2.ª)                          |
| 10 | 22 de junio de 2024 | 11,1 % (2.ª)                         | 11,4 % (2.ª)                         |
| 11 | 28 de junio de 2024 | 9,7 % (2.ª)                          | 10,4 % (1.ª)                         |
| 12 | 29 de junio de 2024 | 10,6 % (2.ª)                         | 11,2 % (2.ª)                         |
| 13 | 5 de julio de 2024  | 11,0 % (2.ª)                         | 11,7 % (1.ª)                         |
| 14 | 6 de julio de 2024  | 14,2 % (2.ª)                         | 14,8 % (2.ª)                         |
| Promedio | Promedio            | 9,2 %                                | 9,6 %                                |
| - En la tabla superior, los números azules representan las calificaciones más bajas y los números rojos representan las más altas. |                     |                                      |                                      |